# Nannup
Nannup – miasto w Australii, w stanie Australia Zachodnia, w regionie South West, siedziba administracyjna hrabstwa Nannup. Według Australijskiego Biura Statystycznego w 2016 roku miejscowość liczyła 936 mieszkańców.

## Demografia
Populację Nannup stanowi 37,7% Anglików, 28,4% Australijczyków, 8,1% Szkotów, 6,8% Irlandczyków i 2,6% Włochów.